# Homalomena metallica
Homalomena metallica là một loài thực vật có hoa trong họ Ráy (Araceae). Loài này được (N.E.Br.) Engl. mô tả khoa học đầu tiên năm 1912.